# Olympique Lyonnais 2024-2025 (femminile)
Questa voce raccoglie le informazioni riguardanti la squadra femminile dell'Olympique Lione nelle competizioni ufficiali della stagione 2024-2025.

## Divise e sponsor
La grafica è la stessa adottata dalla squadra maschile dell'Olympique Lione. Il main sponsor è MasterCard, quello tecnico, fornitore delle divise da gioco, è Adidas.
| Casa | Trasferta | 3ª uniforme |

## Organigramma societario
Organigramma come da sito ufficiale, aggiornat0 al 30 aprile 2025.
Area tecnica
- Allenatore: Joe Montemurro
- Vice allenatori: Patrizia Panico, Méline Gérard Calado, Joseph Palatsides
- Preparatore dei portieri: Simon Pouplin
- Preparatore atletico:
- Fisioterapista:
- Analista video:
- Team Manager:

## Rosa
Rosa, ruoli e numeri di maglia come da sito ufficiale, integrati dal sito Footofemenin.fr, aggiornati al 30 aprile 2025.
| N. |                        | Ruolo | Calciatrice              |
| -- | ---------------------- | ----- | ------------------------ |
| 1  | Cile (bandiera)        | P     | Christiane Endler        |
| 2  | Stati Uniti (bandiera) | D     | Sofia Huerta             |
| 3  | Francia (bandiera)     | D     | Wendie Renard (capitano) |
| 4  | Francia (bandiera)     | D     | Selma Bacha              |
| 5  | Svezia (bandiera)      | D     | Elma Junttila Nelhage    |
| 6  | Haiti (bandiera)       | C     | Melchie Dumornay         |
| 7  | Francia (bandiera)     | C     | Amel Majri               |
| 8  | Germania (bandiera)    | C     | Sara Däbritz             |
| 9  | Francia (bandiera)     | A     | Eugénie Le Sommer        |
| 10 | Germania (bandiera)    | C     | Dzsenifer Marozsán       |
| 11 | Francia (bandiera)     | A     | Kadidiatou Diani         |
| 12 | Australia (bandiera)   | D     | Ellie Carpenter          |
| 13 | Paesi Bassi (bandiera) | C     | Damaris Egurrola         |
| 14 | Norvegia (bandiera)    | A     | Ada Hegerberg            |
| 15 | Francia (bandiera)     | D     | Wassa Sangaré            |

| N. |                        | Ruolo | Calciatrice          |
| -- | ---------------------- | ----- | -------------------- |
| 16 | Francia (bandiera)     | P     | Féérine Belhadj      |
| 17 | Paesi Bassi (bandiera) | C     | Daniëlle van de Donk |
| 18 | Francia (bandiera)     | D     | Alice Sombath        |
| 19 | Francia (bandiera)     | D     | Kysha Sylla          |
| 21 | Canada (bandiera)      | D     | Vanessa Gilles       |
| 22 | Malawi (bandiera)      | A     | Tabitha Chawinga     |
| 23 | Danimarca (bandiera)   | D     | Sofie Svava          |
| 25 | Francia (bandiera)     | C     | Inès Benyahia        |
| 26 | Stati Uniti (bandiera) | C     | Lindsey Horan-Heaps  |
| 27 | Francia (bandiera)     | A     | Vicki Becho          |
| 30 | Germania (bandiera)    | P     | Laura Benkarth       |
| 31 | Francia (bandiera)     | A     | Liana Joseph         |
| 32 | Francia (bandiera)     | C     | Maeline Mendy        |
| 33 | Brasile (bandiera)     | D     | Tarciane             |

## Calciomercato

### Sessione estiva
| Acquisti | Acquisti         | Acquisti            | Acquisti          |
| R.       | Nome             | da                  | Modalità          |
| -------- | ---------------- | ------------------- | ----------------- |
| D        | Sofia Huerta     | Seattle Reign       | prestito          |
| D        | Sofie Svava      | Real Madrid         | [ 5 ]             |
| C        | Inès Benyahia    | Le Havre            | fine prestito     |
| A        | Tabitha Chawinga | Paris Saint-Germain | [ 6 ] [ 7 ] [ 5 ] |

| Cessioni | Cessioni            | Cessioni            | Cessioni          |
| R.       | Nome                | a                   | Modalità          |
| -------- | ------------------- | ------------------- | ----------------- |
| D        | Griedge Mbock Bathy | Paris Saint-Germain | [ 8 ] [ 9 ] [ 5 ] |
| D        | Alice Marques       | Valencia            | prestito          |
| D        | Perle Morroni       | San Diego Wave      | [ 5 ]             |
| C        | Mélissa Béthi       | Nantes              | [ 10 ]            |
| C        | Delphine Cascarino  | San Diego Wave      | [ 5 ]             |
| C        | Julie Swierot       | Stade Reims         | prestito          |
| A        | Melvine Malard      | Manchester United   | definitivo        |

### Sessione invernale
| Acquisti | Acquisti              | Acquisti     | Acquisti |
| R.       | Nome                  | da           | Modalità |
| -------- | --------------------- | ------------ | -------- |
| D        | Elma Junttila Nelhage | Häcken       | [ 11 ]   |
| D        | Tarciane              | Houston Dash | [ 11 ]   |

| Cessioni | Cessioni      | Cessioni   | Cessioni |
| R.       | Nome          | a          | Modalità |
| -------- | ------------- | ---------- | -------- |
| D        | Wassa Sangaré | Le Havre   | prestito |
| C        | Maeline Mendy | Strasburgo | prestito |
| A        | Liana Joseph  | Strasburgo | prestito |

## Risultati

### Première Ligue

#### Prima fase

##### Girone di andata
| Arbitro: | Collin |

|                 |           |                                                                    |
| Kamczyk 1’, 46’ | Marcatori | 22’, 43’ Dumornay 32’ (rig.), 58’ Horan-Heaps 75’ Gilles 80’ Diani |

| Arbitro: | Daupeux |

|                                                                            |           |  |
| van de Donk 17’ Horan-Heaps 38’, 90+3’ Diani 45’ Chawinga 52’ Dumornay 58’ | Marcatori |  |

| Arbitro: | Rochebilière |

|                                                     |           |  |
| Renard 38’ Horan-Heaps 63’ Dumornay 64’ Däbritz 78’ | Marcatori |  |

| Arbitro: | Bessière |

|  |           |                                            |
|  | Marcatori | 14’ (aut.) McGrady 25’ Diani 73’ Le Sommer |

| Parigi 20 ottobre 2024, ore 15:00 CEST 5ª giornata | Paris FC      | 0 – 0 referto | Olympique Lione | Stadio Sébastien Charléty (5 626 spett.)\| Arbitro: \| Vanderstichel \| |
| Arbitro:                                           | Vanderstichel |               |                 |                                                                         |

| Arbitro: | Daupeux |

|              |           |  |
| Chawinga 27’ | Marcatori |  |

| Arbitro: | Vanderstichel |

|  |           |                                                                                  |
|  | Marcatori | 5’ Van de Donk 7’ Dumornay 43’ Gilles 48’, 50’, 65’ Chawinga 66’ Mendy 73’ Majri |

| Arbitro: | Gerbel |

| |           |  |
| Horan-Heaps 12’, 14’, 35’, 67’ Le Sommer 48’ Majri 52’ Chawinga 79’ Van de Donk 88’ Dumornay 90’ Diani 90+2’, 90+7’ | Marcatori |  |

| Arbitro: | El Bour |

|  |           |                                   |
|  | Marcatori | 44’ Majri 65’ Le Sommer 82’ Becho |

| Arbitro: | Beyer |

|  |           |                                   |
|  | Marcatori | 13’, 90+1’ Dumornay 77’ Hegerberg |

| Arbitro: | Rochebiliere |

|                                                  |           |               |
| Dumornay 11’, 24’ Horan 22’ Gilles 31’ Majri 74’ | Marcatori | 53’ Robillard |

##### Girone di ritorno
| Arbitro: | Beyer |

|                            |           |  |
| Gilles 27’ Van de Donk 43’ | Marcatori |  |

| Arbitro: | Collin |

|  |           |                       |
|  | Marcatori | 7’ Dumornay 31’ Diani |

| Arbitro: | Gerbel |

|               |           |                                                    |
| Ouchene 45+1’ | Marcatori | 30’ Renard 37’ Majri 45+2’ Horan-Heaps 59’ Däbritz |

| Arbitro: | Kocher |

|                                                                        |           |  |
| Gilles 10’ Dumornay 30’ Diani 36’, 59’, 62’ Van de Donk 69’ Huerta 72’ | Marcatori |  |

| Arbitro: | Rochebilière |

|  |           |                                                   |
|  | Marcatori | 6’ Le Sommer 62’ Renard 64’ Dumornay 90’ Chawinga |

| Arbitro: | Bessière |

|                                                                                        |           |                 |
| Hegerberg 5’, 90+2’ Renard 38’ Dumornay 48’ Däbritz 64’ Carpenter 77’, 90+4’ Becho 90’ | Marcatori | 13’ Le Moguédec |

| Arbitro: | Beyer |

|  |           |                                                                  |
|  | Marcatori | 9’ Le Sommer 36’ Hegerberg 45+1’ Däbritz 51’ Gilles 74’ Dumornay |

| Arbitro: | Vanderstichel |

|                                        |           |  |
| Le Sommer 32’, 43’ Majri 54’ Diani 77’ | Marcatori |  |

| Arbitro: | Rochebilière |

|                        |           |                          |
| Egurrola 15’ Majri 75’ | Marcatori | 46’ Matéo 90+2’ Bourdieu |

| Arbitro: | Bessiere |

|  |           |                          |
|  | Marcatori | 39’ Däbritz 74’ Wandeler |

| Arbitro: | Fournier |

|                           |           |  |
| Däbritz 61’ Le Sommer 75’ | Marcatori |  |

#### Play-off per il titolo
| Arbitro: | Vanderstichel |

|                                                          |           |             |
| Le Sommer 19’ Horan-Heaps 45+2’ Gilles 62’ Hegerberg 86’ | Marcatori | 89’ Pinther |

| Arbitro: | Collin |

|                                                     |           |  |
| Dumornay 45+2’ Dudek 80’ (aut.) Renard 90+4’ (rig.) | Marcatori |  |

### Coppa di Francia
| Arbitro: | Bessière |

|                                                                                 |                       |                                                                                            |
| Calba Corboz Kack Le Moguédec Boucly White Maoulida Gyau Adamek Haelewyn Massey | Tiri di rigore 10 – 9 | Heaps Hegerberg Diani Egurrola Le Sommer Huerta Carpenter Gilles Sombath Chawinga Benkarth |

### UEFA Women's Champions League

#### Fase a gironi
| Arbitro: | Diakow |

|                           |           |  |
| Diani 34’, 77’ Gilles 45’ | Marcatori |  |

| Arbitro: | Grundbacher |

|  |           |                            |
|  | Marcatori | 8’ Renard 53’ (rig.) Horan |

| Arbitro: | Byrne |

|  |           |                              |
|  | Marcatori | 36’, 42’ Dumornay 52’ Gilles |

| Arbitro: | Huerta De Aza |

|                                           |           |             |
| Diani 77’, 79’ Le Sommer 89’ Renard 90+2’ | Marcatori | 74’ Dragoni |

| Arbitro: | Campos |

|  |           |                                                                                       |
|  | Marcatori | 19’ Hegerberg 24’ Däbritz 34’ (aut.) Jackmon 49’ Renard 69’ Van de Donk 76’ Le Sommer |

| Arbitro: | Peşu |

|                 |           |  |
| Van de Donk 81’ | Marcatori |  |

#### Fase a eliminazione diretta
| Arbitro: | Rivera Olmedo |

|  |           |                           |
|  | Marcatori | 35’ Chawinga 65’ Dumornay |

| Arbitro: | Demetrescu |

|                                                     |           |          |
| Dumornay 46’ Diani 54’ Chawinga 60’ Hegerberg 90+4’ | Marcatori | 33’ Bühl |

| Arbitro: | Peșu |

|                      |           |                        |
| Caldentey 78’ (rig.) | Marcatori | 17’ Diani 82’ Dumornay |

| Arbitro: | Ferrieri Caputi |

|              |           |                                                      |
| Dumornay 81’ | Marcatori | 5’ (aut.) Endler 45+1’ Caldentey 46’ Russo 63’ Foord |

## Statistiche

### Statistiche di squadra
| Competizione              | Punti | In casa | In casa | In casa | In casa | In casa | In casa | In trasferta | In trasferta | In trasferta | In trasferta | In trasferta | In trasferta | Totale | Totale | Totale | Totale | Totale | Totale | DR   |
| Competizione              | Punti | G       | V       | N       | P       | Gf      | Gs      | G            | V            | N            | P            | Gf           | Gs           | G      | V      | N      | P      | Gf     | Gs     | DR   |
| ------------------------- | ----- | ------- | ------- | ------- | ------- | ------- | ------- | ------------ | ------------ | ------------ | ------------ | ------------ | ------------ | ------ | ------ | ------ | ------ | ------ | ------ | ---- |
| Première Ligue            | 59    | 11      | 10      | 1       | 0       | 52      | 4       | 11           | 10           | 1            | 0            | 40           | 3            | 22     | 20     | 2      | 0      | 92     | 7      | +85  |
| Première Ligue - Play-off | -     | 2       | 2       | 0       | 0       | 7       | 1       | -            | -            | -            | -            | -            | -            | 2      | 2      | 0      | 0      | 7      | 1      | +6   |
| Coppa di Francia          | -     | -       | -       | -       | -       | -       | -       | 1            | 0            | 1            | 0            | 0            | 0            | 1      | 0      | 1      | 0      | 0      | 0      | 0    |
| Champions League          | -     | 5       | 4       | 0       | 1       | 13      | 6       | 5            | 5            | 0            | 0            | 15           | 1            | 10     | 9      | 0      | 1      | 28     | 7      | +21  |
| Totale                    | -     | 18      | 16      | 1       | 1       | 72      | 11      | 17           | 15           | 2            | 0            | 55           | 4            | 35     | 31     | 3      | 1      | 127    | 15     | +112 |

### Andamento in campionato
| Giornata  | 1 | 2 | 3 | 4 | 5 | 6 | 7 | 8 | 9 | 10 | 11 | 12 | 13 | 14 | 15 | 16 | 17 | 18 | 19 | 20 | 21 | 22 | 23 | 24 |
| --------- | - | - | - | - | - | - | - | - | - | -- | -- | -- | -- | -- | -- | -- | -- | -- | -- | -- | -- | -- | -- | -- |
| Luogo     | T | C | C | T | T | C | T | C | T | T  | C  | C  | T  | T  | C  | T  | C  | T  | C  | C  | T  | C  | C  | C  |
| Risultato | V | V | V | V | N | V | V | V | V | V  | V  | V  | V  | V  | V  | V  | V  | V  | V  | N  | V  | V  | V  | V  |
| Posizione | 2 | 2 | 1 | 1 | 2 | 1 | 1 | 1 | 1 | 1  | 1  | 1  | 1  | 1  | 1  | 1  | 1  | 1  | 1  | 1  | 1  | 1  | SF | F  |

Legenda:

Luogo: C = Casa; T = Trasferta. Risultato: V = Vittoria; N = Pareggio; P = Sconfitta.

### Statistiche delle giocatrici
| Giocatore           | Première Ligue | Première Ligue | Première Ligue | Première Ligue | Coppa di Francia | Coppa di Francia | Coppa di Francia | Coppa di Francia | Champions League | Champions League | Champions League | Champions League | Totale   | Totale | Totale      | Totale     |
| Giocatore           | Presenze       | Reti           | Ammonizioni    | Espulsioni     | Presenze         | Reti             | Ammonizioni      | Espulsioni       | Presenze         | Reti             | Ammonizioni      | Espulsioni       | Presenze | Reti   | Ammonizioni | Espulsioni |
| ------------------- | -------------- | -------------- | -------------- | -------------- | ---------------- | ---------------- | ---------------- | ---------------- | ---------------- | ---------------- | ---------------- | ---------------- | -------- | ------ | ----------- | ---------- |
| Y. Ammar            | -              | -              | -              | -              | -                | -                | -                | -                | 0                | 0                | 0                | 0                | 0        | 0      | 0           | 0          |
| S. Bacha            | 10+2           | 0              | 0              | 0              | -                | -                | -                | -                | 5                | 0                | 0                | 0                | 17       | 0      | 0           | 0          |
| V. Becho            | 14             | 2              | 0              | 0              | 1                | 0                | 1                | 0                | 4                | 0                | 0                | 0                | 19       | 2      | 1           | 0          |
| S. Bekhaled         | 1              | 0              | 0              | 0              | -                | -                | -                | -                | -                | -                | -                | -                | 1        | 0      | 0           | 0          |
| F. Belhadj          | 1              | 0              | 0              | 0              | 0                | 0                | 0                | 0                | 0                | 0                | 0                | 0                | 1        | 0      | 0           | 0          |
| L. Belhout Achi     | 0              | 0              | 0              | 0              | -                | -                | -                | -                | -                | -                | -                | -                | 0        | 0      | 0           | 0          |
| L. Benkarth         | 4              | -1             | 0              | 0              | 1                | 0                | 0                | 0                | 0                | 0                | 0                | 0                | 5        | -1     | 0           | 0          |
| I. Benyahia         | 3              | 0              | 0              | 0              | -                | -                | -                | -                | -                | -                | -                | -                | 3        | 0      | 0           | 0          |
| E. Carpenter        | 16+2           | 2              | 1              | 0              | 1                | 0                | 0                | 0                | 9                | 0                | 0                | 0                | 28       | 2      | 1           | 0          |
| T. Chawinga         | 17+2           | 7              | 0              | 0              | 1                | 0                | 0                | 0                | 8                | 2                | 0                | 0                | 28       | 9      | 0           | 0          |
| L. Chicha Douvier   | 1              | 0              | 0              | 0              | -                | -                | -                | -                | -                | -                | -                | -                | 1        | 0      | 0           | 0          |
| C. Coutel           | 1              | 0              | 1              | 0              | -                | -                | -                | -                | -                | -                | -                | -                | 1        | 0      | 1           | 0          |
| S. Däbritz          | 18+2           | 6              | 1              | 0              | 1                | 0                | 0                | 0                | 7                | 1                | 0                | 0                | 28       | 7      | 1           | 0          |
| K. Diani            | 17+2           | 10             | 1+1            | 0              | 1                | 0                | 0                | 0                | 9                | 6                | 0                | 0                | 29       | 16     | 2           | 0          |
| M. Dumornay         | 17+2           | 15+1           | 1              | 0              | -                | -                | -                | -                | 8                | 5                | 0                | 0                | 27       | 21     | 1           | 0          |
| D. Egurrola         | 16+2           | 1              | 1              | 0              | 1                | 0                | 1                | 0                | 9                | 0                | 1                | 0                | 28       | 1      | 3           | 0          |
| C. Endler           | 18+2           | -7             | 0              | 0              | -                | -                | -                | -                | -                | -                | -                | -                | 20       | -7     | 0           | 0          |
| V. Gilles           | 17+2           | 6+1            | 1              | 0              | 1                | 0                | 0                | 0                | 8                | 2                | 1                | 0                | 28       | 9      | 2           | 0          |
| A. Hegerberg        | 13+2           | 4+1            | 0              | 0              | 1                | 0                | 0                | 0                | 6                | 2                | 0                | 0                | 22       | 7      | 0           | 0          |
| L. Horan-Heaps      | 15+2           | 11+1           | 0              | 0              | 1                | 0                | 0                | 0                | 9                | 1                | 0                | 0                | 27       | 13     | 0           | 0          |
| S. Huerta           | 14             | 1              | 0              | 0              | 1                | 0                | 0                | 0                | 3                | 0                | 0                | 0                | 18       | 1      | 0           | 0          |
| L. Joseph           | 1              | 0              | 0              | 0              | -                | -                | -                | -                | 0                | 0                | 0                | 0                | 1        | 0      | 0           | 0          |
| E. Junttila Nelhage | 4              | 0              | 0              | 0              | -                | -                | -                | -                | 0                | 0                | 0                | 0                | 4        | 0      | 0           | 0          |
| E. Le Sommer        | 17+2           | 8+1            | 2              | 0              | 1                | 0                | 0                | 0                | 7                | 0                | 0                | 0                | 27       | 9      | 2           | 0          |
| A. Majri            | 15             | 7              | 0              | 0              | -                | -                | -                | -                | 7                | 0                | 0                | 0                | 22       | 7      | 0           | 0          |
| D. Marozsán         | 21+2           | 0              | 3              | 0              | -                | -                | -                | -                | 7                | 0                | 1                | 0                | 30       | 0      | 4           | 0          |
| M. Mendy            | 2              | 1              | 0              | 0              | -                | -                | -                | -                | 0                | 0                | 0                | 0                | 2        | 1      | 0           | 0          |
| A. Ouazar           | 1              | 0              | 0              | 0              | -                | -                | -                | -                | -                | -                | -                | -                | 1        | 0      | 0           | 0          |
| R. Rafalski         | 1              | 0              | 0              | 0              | -                | -                | -                | -                | -                | -                | -                | -                | 1        | 0      | 0           | 0          |
| W. Renard           | 15+2           | 4+1            | 1              | 0              | -                | -                | -                | -                | 8                | 3                | 0                | 0                | 25       | 8      | 1           | 0          |
| S. Rougeron         | 0              | 0              | 0              | 0              | -                | -                | -                | -                | -                | -                | -                | -                | 0        | 0      | 0           | 0          |
| A. Samadi           | 1              | 0              | 0              | 0              | -                | -                | -                | -                | -                | -                | -                | -                | 1        | 0      | 0           | 0          |
| W. Sangaré          | 0              | 0              | 0              | 0              | -                | -                | -                | -                | 0                | 0                | 0                | 0                | 0        | 0      | 0           | 0          |
| A. Sombath          | 13             | 0              | 0              | 0              | 1                | 0                | 1                | 0                | 2                | 0                | 0                | 0                | 16       | 0      | 1           | 0          |
| S. Svava            | 18+2           | 0              | 2              | 0              | 1                | 0                | 0                | 0                | 6                | 0                | 1                | 0                | 27       | 0      | 3           | 0          |
| K. Sylla            | 2              | 0              | 0              | 0              | -                | -                | -                | -                | 0                | 0                | 0                | 0                | 2        | 0      | 0           | 0          |
| Tarciane            | 7              | 0              | 1              | 0              | -                | -                | -                | -                | 0                | 0                | 0                | 0                | 7        | 0      | 1           | 0          |
| D. Van de Donk      | 17+2           | 5              | 0              | 0              | 1                | 0                | 0                | 0                | 7                | 2                | 0                | 0                | 27       | 7      | 0           | 0          |
| L. Wandeler         | 1              | 0              | 0              | 0              | -                | -                | -                | -                | -                | -                | -                | -                | 1        | 0      | 0           | 0          |